# Celtic FC in het seizoen 2024/25
In het seizoen 2024/2025 komt Celtic uit in de Schotse Premiership. In dit seizoen zal Celtic ook weer uitkomen in de Scottish Cup en de League Cup. Celtic zal ook deelnemen aan de UEFA Champions League.

## Selectie 2024/2025

### Spelers
| Nr.           | Nat.                      | Naam                   | Contract tot | Premiership | Premiership | Premiership | Scottish Cup | Scottish Cup | Scottish Cup | League Cup | League Cup | League Cup | UEFA Champions League | UEFA Champions League | UEFA Champions League | Totaal     | Totaal     | Totaal     |
| Nr.           | Nat.                      | Naam                   | Contract tot | W           |             | Assist      | W            |              | Assist       | W          |            | Assist     | W                     |                       | Assist                | W          |            | Assist     |
| Doelmannen    | Doelmannen                | Doelmannen             | Doelmannen   | Doelmannen  | Doelmannen  | Doelmannen  | Doelmannen   | Doelmannen   | Doelmannen   | Doelmannen | Doelmannen | Doelmannen | Doelmannen            | Doelmannen            | Doelmannen            | Doelmannen | Doelmannen | Doelmannen |
| ------------- | ------------------------- | ---------------------- | ------------ | ----------- | ----------- | ----------- | ------------ | ------------ | ------------ | ---------- | ---------- | ---------- | --------------------- | --------------------- | --------------------- | ---------- | ---------- | ---------- |
| 1             | Vlag van Denemarken       | Kasper Schmeichel      | 2026         | 32          | 0           | 0           | 3            | 0            | 0            | 4          | 0          | 0          | 10                    | 0                     | 0                     | 49         | 0          | 0          |
| 12            | Vlag van Finland          | Viljami Sinisalo       | 2029         | 6           | 0           | 0           | 2            | 0            | 0            | 0          | 0          | 0          | 0                     | 0                     | 0                     | 8          | 0          | 0          |
| 29            | Vlag van Schotland        | Scott Bain             | 2026         | 0           | 0           | 0           | 0            | 0            | 0            | 0          | 0          | 0          | 0                     | 0                     | 0                     | 0          | 0          | 0          |
| 32            | Vlag van Noord-Ierland    | Josh Clarke            | 2027         | 0           | 0           | 0           | 0            | 0            | 0            | 0          | 0          | 0          | 0                     | 0                     | 0                     | 0          | 0          | 0          |
| Verdedigers   |                           |                        |              |             |             |             |              |              |              |            |            |            |                       |                       |                       |            |            |            |
| 2             | Vlag van Canada           | Alistair Johnston      | 2029         | 32          | 4           | 10          | 4            | 0            | 1            | 3          | 0          | 1          | 10                    | 0                     | 0                     | 49         | 4          | 12         |
| 3             | Vlag van Schotland        | Greg Taylor            | 2025         | 28          | 0           | 7           | 3            | 0            | 0            | 4          | 1          | 0          | 8                     | 0                     | 1                     | 43         | 1          | 8          |
| 5             | Vlag van Ierland          | Liam Scales            | 2028         | 27          | 2           | 3           | 4            | 0            | 0            | 3          | 0          | 1          | 6                     | 1                     | 0                     | 40         | 3          | 4          |
| 6             | Vlag van Verenigde Staten | Auston Trusty          | 2029         | 21          | 1           | 1           | 2            | 0            | 0            | 3          | 0          | 0          | 10                    | 0                     | 0                     | 36         | 1          | 1          |
| 17            | Vlag van Polen            | Maik Nawrocki          | 2028         | 3           | 1           | 0           | 1            | 0            | 0            | 1          | 0          | 0          | 0                     | 0                     | 0                     | 5          | 1          | 0          |
| 20            | Vlag van Verenigde Staten | Cameron Carter-Vickers | 2029         | 30          | 1           | 0           | 4            | 0            | 0            | 3          | 1          | 0          | 7                     | 0                     | 0                     | 44         | 2          | 0          |
| 47            | Vlag van Schotland        | Dane Murray            | 2025         | 0           | 0           | 0           | 1            | 0            | 0            | 0          | 0          | 0          | 1                     | 0                     | 0                     | 2          | 0          | 0          |
| 56            | Vlag van Schotland        | Anthony Ralston        | 2027         | 16          | 2           | 3           | 2            | 0            | 1            | 2          | 0          | 0          | 3                     | 0                     | 0                     | 23         | 2          | 4          |
| Middenvelders |                           |                        |              |             |             |             |              |              |              |            |            |            |                       |                       |                       |            |            |            |
| 14            | Vlag van Schotland        | Luke McCowan           | 2027         | 33          | 6           | 7           | 5            | 1            | 2            | 0          | 0          | 0          | 3                     | 0                     | 0                     | 41         | 7          | 9          |
| 15            | Vlag van Ghana            | Jeffrey Schlupp        | 2025 (huur)  | 13          | 1           | 1           | 3            | 0            | 0            | 0          | 0          | 0          | 2                     | 0                     | 0                     | 18         | 1          | 1          |
| 27            | Vlag van België           | Arne Engels            | 2028         | 34          | 9           | 6           | 5            | 0            | 0            | 3          | 0          | 4          | 10                    | 1                     | 3                     | 52         | 10         | 13         |
| 28            | Vlag van Portugal         | Paulo Bernardo         | 2029         | 28          | 2           | 3           | 4            | 0            | 1            | 4          | 1          | 0          | 8                     | 0                     | 0                     | 44         | 3          | 3          |
| 30            | Vlag van Schotland        | Liam Shaw              | 2025         | 0           | 0           | 0           | 0            | 0            | 0            | 0          | 0          | 0          | 0                     | 0                     | 0                     | 0          | 0          | 0          |
| 41            | Vlag van Japan            | Reo Hatate             | 2028         | 37          | 10          | 4           | 4            | 0            | 3            | 4          | 0          | 0          | 10                    | 1                     | 2                     | 55         | 11         | 9          |
| 42            | Vlag van Schotland        | Callum McGregor        | 2028         | 35          | 8           | 3           | 5            | 2            | 0            | 4          | 0          | 0          | 10                    | 0                     | 0                     | 54         | 10         | 3          |
| 49            | Vlag van Schotland        | James Forrest          | 2026         | 23          | 1           | 5           | 2            | 0            | 0            | 4          | 0          | 0          | 4                     | 0                     | 1                     | 33         | 1          | 6          |
| 59            | Vlag van Schotland        | Jude Bonnar            | 2026         | 1           | 0           | 0           | 0            | 0            | 0            | 0          | 0          | 0          | 0                     | 0                     | 0                     | 1          | 0          | 0          |
| 62            | Vlag van Schotland        | Sean McArdle           | ama          | 2           | 0           | 0           | 0            | 0            | 0            | 0          | 0          | 0          | 0                     | 0                     | 0                     | 2          | 0          | 0          |
| 66            | Vlag van Noord-Ierland    | Francis Turley         | 2028         | 1           | 0           | 0           | 0            | 0            | 0            | 0          | 0          | 0          | 0                     | 0                     | 0                     | 1          | 0          | 0          |
| Aanvallers    |                           |                        |              |             |             |             |              |              |              |            |            |            |                       |                       |                       |            |            |            |
| 7             | Vlag van Portugal         | Jota                   | 2030         | 11          | 4           | 2           | 3            | 1            | 0            | 0          | 0          | 0          | 2                     | 0                     | 0                     | 16         | 5          | 2          |
| 9             | Vlag van Ierland          | Adam Idah              | 2029         | 35          | 13          | 0           | 4            | 2            | 0            | 4          | 2          | 0          | 10                    | 3                     | 1                     | 53         | 20         | 1          |
| 10            | Vlag van Duitsland        | Nicolas Kühn           | 2029         | 32          | 13          | 9           | 5            | 0            | 1            | 4          | 5          | 4          | 10                    | 3                     | 1                     | 51         | 21         | 15         |
| 13            | Vlag van Zuid-Korea       | Hyun-jun Yang          | 2028         | 23          | 5           | 2           | 3            | 1            | 2            | 2          | 0          | 0          | 6                     | 0                     | 1                     | 34         | 6          | 5          |
| 24            | Vlag van Ierland          | Johnny Kenny           | 2026         | 8           | 1           | 1           | 2            | 0            | 0            | 0          | 0          | 0          | 0                     | 0                     | 0                     | 10         | 1          | 1          |
| 38            | Vlag van Japan            | Daizen Maeda           | 2027         | 34          | 16          | 10          | 5            | 7            | 0            | 3          | 6          | 1          | 9                     | 4                     | 1                     | 51         | 33         | 12         |
| 55            | Vlag van Schotland        | Daniel Cummings        | ama          | 0           | 0           | 0           | 0            | 0            | 0            | 0          | 0          | 0          | 1                     | 0                     | 0                     | 1          | 0          | 0          |

Laatst bijgewerkt op 24 mei 2025

## Transfers

### Zomer

#### Aangetrokken 2024/25
| Nat. | Naam              | Van                  | Bijzonderheden |
| ---- | ----------------- | -------------------- | -------------- |
| BEL  | Arne Engels       | FC Augsburg          | € 11.000.000   |
| IRL  | Adam Idah         | Norwich City         | € 9.900.000    |
| USA  | Auston Trusty     | Sheffield United     | € 7.100.000    |
| POR  | Paulo Bernardo    | Benfica              | € 4.000.000    |
| SCO  | Luke McCowan      | Dundee               | € 1.200.000    |
| FIN  | Viljami Sinisalo  | Aston Villa          | € 1.200.000    |
| DEN  | Kasper Schmeichel | Anderlecht           | Transfervrij   |
| ESP  | Álex Valle        | Barcelona            | Gehuurd        |
| MNE  | Sead Hakšabanović | Stoke City           | Was verhuurd   |
| IRL  | Mikey Johnston    | West Bromwich Albion | Was verhuurd   |
| KOR  | Hyeok-kyu Kwon    | St. Mirren           | Was verhuurd   |
| ENG  | Liam Shaw         | Wigan Athletic       | Was verhuurd   |

#### Vertrokken 2024/25
| Nat. | Naam               | Naar                   | Bijzonderheden |
| ---- | ------------------ | ---------------------- | -------------- |
| DEN  | Matt O'Riley       | Brighton & Hove Albion | € 29.500.000   |
| IRL  | Mikey Johnston     | West Bromwich Albion   | € 3.500.000    |
| KOR  | Hyeon-gyu Oh       | Genk                   | € 2.700.000    |
| MNE  | Sead Hakšabanović  | Malmö FF               | € 2.000.000    |
| JPN  | Tomoki Iwata       | Birmingham City        | € 980.000      |
| IRL  | James McCarthy     | Geen                   | Transfervrij   |
| JPN  | Yuki Kobayashi     | Portimonense SC        |                |
| SUI  | Benjamin Siegrist  | Rapid Boekarest        |                |
| SWE  | Gustaf Lagerbielke | FC Twente              | Verhuurd       |
| KOR  | Hyeok-kyu Kwon     | Hibernian              | Verhuurd       |
| ENG  | Joe Hart           | Geen                   | Einde carrière |
| IRL  | Adam Idah          | Norwich City           | Was gehuurd    |
| POR  | Paulo Bernardo     | Benfica                | Was gehuurd    |

### Winter

#### Aangetrokken 2024/25
| Nat. | Naam               | Van             | Bijzonderheden |
| ---- | ------------------ | --------------- | -------------- |
| POR  | Jota               | Stade Rennes    | € 10.000.000   |
| GHA  | Jeffrey Schlupp    | Crystal Palace  | Gehuurd        |
| ARG  | Alexandro Bernabéi | Internacional   | Was verhuurd   |
| IRL  | Johnny Kenny       | Shamrock Rovers | Was verhuurd   |

#### Vertrokken 2024/25
| Nat. | Naam               | Van           | Bijzonderheden |
| ---- | ------------------ | ------------- | -------------- |
| JAP  | Kyogo Furuhashi    | Stade Rennes  | € 12.000.000   |
| ARG  | Alexandro Bernabéi | Internacional | € 5.500.000    |
| HON  | Luis Palma         | Olympiakos    | Verhuurd       |
| NOR  | Odin Thiago Holm   | LAFC          | Verhuurd       |
| SCO  | Stephen Welsh      | KV Mechelen   | Verhuurd       |
| SCO  | Adam Montgomery    | Queen's Park  | Verhuurd       |
| ESP  | Álex Valle         | FC Barcelona  | Was gehuurd    |

## Wedstrijden

### Oefenwedstrijden
| Datum      | Wedstrijd                | Uitslag |
| ---------- | ------------------------ | ------- |
| 05-07-2024 | Ayr – Celtic             | 1 – 1   |
| 10-07-2024 | Queen's Park – Celtic    | 4 – 6   |
| 21-07-2024 | D.C. United – Celtic     | 0 – 4   |
| 24-07-2024 | Manchester City – Celtic | 3 – 4   |
| 27-07-2024 | Chelsea – Celtic         | 1 – 4   |
| 09-10-2024 | Sligo Rovers – Celtic    | 2 – 3   |

### Premiership
| №  | Datum      | Wedstrijd                    | Uitslag |
| -- | ---------- | ---------------------------- | ------- |
| 1  | 04-08-2024 | Celtic – Kilmarnock          | 4 – 0   |
| 2  | 11-08-2024 | Hibernian – Celtic           | 0 – 2   |
| 3  | 25-08-2024 | St. Mirren – Celtic          | 0 – 3   |
| 4  | 01-09-2024 | Celtic – Rangers             | 3 – 0   |
| 5  | 14-09-2024 | Celtic – Heart of Midlothian | 2 – 0   |
| 6  | 28-09-2024 | St. Johnstone – Celtic       | 0 – 6   |
| 7  | 06-10-2024 | Ross County – Celtic         | 1 – 2   |
| 8  | 19-10-2024 | Celtic – Aberdeen            | 2 – 2   |
| 9  | 27-10-2024 | Motherwell – Celtic          | 0 – 3   |
| 10 | 30-10-2024 | Celtic – Dundee              | 2 – 0   |
| 11 | 10-11-2024 | Kilmarnock – Celtic          | 0 – 2   |
| 12 | 23-11-2024 | Heart of Midlothian – Celtic | 1 – 4   |
| 13 | 30-11-2024 | Celtic – Ross County         | 5 – 0   |
| 14 | 04-12-2024 | Aberdeen – Celtic            | 0 – 1   |
| 15 | 07-12-2024 | Celtic – Hibernian           | 3 – 0   |
| 16 | 22-12-2024 | Dundee United – Celtic       | 0 – 0   |
| 17 | 26-12-2024 | Celtic – Motherwell          | 4 – 0   |
| 18 | 29-12-2024 | Celtic – St. Johnstone       | 4 – 0   |
| 19 | 02-01-2025 | Rangers – Celtic             | 3 – 0   |
| 20 | 05-01-2025 | Celtic – St. Mirren          | 3 – 0   |
| 21 | 08-01-2025 | Celtic – Dundee United       | 2 – 0   |
| 22 | 11-01-2025 | Ross County – Celtic         | 1 – 4   |
| 23 | 14-01-2025 | Dundee – Celtic              | 3 – 3   |
| 24 | 02-02-2025 | Motherwell – Celtic          | 1 – 3   |
| 25 | 05-02-2025 | Celtic – Dundee              | 6 – 0   |
| 26 | 15-02-2025 | Celtic – Dundee United       | 3 – 0   |
| 27 | 22-02-2025 | Hibernian – Celtic           | 2 – 1   |
| 28 | 25-02-2025 | Celtic – Aberdeen            | 5 – 1   |
| 29 | 01-03-2025 | St. Mirren – Celtic          | 2 – 5   |
| 30 | 16-03-2025 | Celtic – Rangers             | 2 – 3   |
| 31 | 29-03-2025 | Celtic – Heart of Midlothian | 3 – 0   |
| 32 | 06-04-2025 | St. Johnstone – Celtic       | 1 – 0   |
| 33 | 12-04-2025 | Celtic – Kilmarnock          | 5 – 1   |
| 34 | 26-04-2025 | Dundee United – Celtic       | 0 – 5   |
| 35 | 04-05-2025 | Rangers – Celtic             | 1 – 1   |
| 36 | 10-05-2025 | Celtic – Hibernian           | 3 – 1   |
| 37 | 14-05-2025 | Aberdeen – Celtic            | 1 – 5   |
| 38 | 17-05-2025 | Celtic – St. Mirren          | 1 – 1   |

### Scottish Cup
| Ronde        | Datum      | Wedstrijd              | Uitslag            |
| ------------ | ---------- | ---------------------- | ------------------ |
| Vierde ronde | 18-01-2025 | Celtic – Kilmarnock    | 2 – 1              |
| Vijfde ronde | 08-02-2025 | Celtic – Raith Rovers  | 5 – 0              |
| Kwartfinale  | 09-03-2025 | Celtic – Hibernian     | 2 – 0              |
| Halve finale | 20-04-2025 | St. Johnstone – Celtic | 0 – 5              |
| Finale       | 24-05-2025 | Aberdeen – Celtic      | 1 – 1 (4 – 3 n.s.) |

### League Cup
| Ronde        | Datum      | Wedstrijd          | Uitslag            |
| ------------ | ---------- | ------------------ | ------------------ |
| Tweede ronde | 18-08-2024 | Celtic – Hibernian | 3 – 1              |
| Kwartfinale  | 21-09-2024 | Celtic – Falkirk   | 5 – 2              |
| Halve finale | 02-11-2024 | Celtic – Aberdeen  | 6 – 0              |
| Finale       | 15-12-2024 | Celtic – Rangers   | 3 – 3 (5 – 4 n.s.) |

### UEFA Champions League
| Ronde       | Wedstrijd | Datum      | Wedstrijd                  | Uitslag | Totaal |
| ----------- | --------- | ---------- | -------------------------- | ------- | ------ |
| Groepsfase  | 1         | 18-09-2024 | Celtic – Slovan Bratislava | 5 – 1   | 21e    |
| Groepsfase  | 2         | 01-10-2024 | Borussia Dortmund – Celtic | 7 – 1   | 21e    |
| Groepsfase  | 3         | 23-10-2024 | Atalanta – Celtic          | 0 – 0   | 21e    |
| Groepsfase  | 4         | 05-11-2024 | Celtic – RB Leipzig        | 3 – 1   | 21e    |
| Groepsfase  | 5         | 27-11-2024 | Celtic – Club Brugge       | 1 – 1   | 21e    |
| Groepsfase  | 6         | 10-12-2024 | Dinamo Zagreb – Celtic     | 0 – 0   | 21e    |
| Groepsfase  | 7         | 22-01-2025 | Celtic – Young Boys        | 1 – 0   | 21e    |
| Groepsfase  | 8         | 29-01-2025 | Aston Villa – Celtic       | 4 – 2   | 21e    |
| Tussenronde | 1         | 12-02-2025 | Celtic – Bayern München    | 1 – 2   | 2 – 3  |
| Tussenronde | 2         | 18-02-2025 | Bayern München – Celtic    | 1 – 1   | 2 – 3  |

## Statistieken

### Tussenstand in Schotse Premiership
| Stand | Gespeeld | Gewonnen | Gelijk | Verloren | Punten | Doelpunten voor | Doelpunten tegen | Gele kaarten | Twee gele kaarten | Rode kaarten |
| ----- | -------- | -------- | ------ | -------- | ------ | --------------- | ---------------- | ------------ | ----------------- | ------------ |
| 1e    | 38       | 29       | 5      | 4        | 92     | 112             | 26               | 33           | 0                 | 0            |

### Punten, stand en doelpunten per speelronde
| Speelronde                            | 1  | 2  | 3  | 4   | 5   | 6   | 7   | 8   | 9   | 10  | 11  | 12  | 13  | 14  | 15  | 16  | 17  | 18  | 19  | 20  | 21  | 22  | 23  | 24  | 25  | 26  | 27  | 28  | 29  | 30  | 31  | 32  | 33  | 34  | 35  | 36  | 37  | 38  | Totaal |
| ------------------------------------- | -- | -- | -- | --- | --- | --- | --- | --- | --- | --- | --- | --- | --- | --- | --- | --- | --- | --- | --- | --- | --- | --- | --- | --- | --- | --- | --- | --- | --- | --- | --- | --- | --- | --- | --- | --- | --- | --- | ------ |
| Aantal punten per speelronde          | 3  | 3  | 3  | 3   | 3   | 3   | 3   | 1   | 3   | 3   | 3   | 3   | 3   | 3   | 3   | 1   | 3   | 3   | 0   | 3   | 3   | 3   | 1   | 3   | 3   | 3   | 0   | 3   | 3   | 0   | 3   | 0   | 3   | 3   | 1   | 3   | 3   | 1   | 92     |
| Aantal punten na speelronde           | 3  | 6  | 9  | 12  | 15  | 18  | 21  | 22  | 25  | 28  | 31  | 34  | 37  | 40  | 43  | 44  | 47  | 50  | 50  | 53  | 56  | 59  | 60  | 63  | 66  | 69  | 69  | 72  | 75  | 75  | 78  | 78  | 81  | 84  | 85  | 88  | 91  | 92  | 92     |
| Stand na speelronde                   | 1e | 1e | 1e | 1e  | 1e  | 1e  | 1e  | 1e  | 1e  | 1e  | 1e  | 1e  | 1e  | 1e  | 1e  | 1e  | 1e  | 1e  | 1e  | 1e  | 1e  | 1e  | 1e  | 1e  | 1e  | 1e  | 1e  | 1e  | 1e  | 1e  | 1e  | 1e  | 1e  | 1e  | 1e  | 1e  | 1e  | 1e  | 1e     |
| Aantal doelpunten per speelronde      | 4  | 2  | 3  | 3   | 2   | 6   | 2   | 2   | 3   | 2   | 2   | 4   | 5   | 1   | 3   | 0   | 4   | 4   | 0   | 3   | 2   | 4   | 3   | 3   | 6   | 3   | 1   | 5   | 5   | 2   | 3   | 0   | 5   | 5   | 1   | 3   | 5   | 1   | 112    |
| Aantal tegendoelpunten per speelronde | 0  | 0  | 0  | 0   | 0   | 0   | 1   | 2   | 0   | 0   | 0   | 1   | 0   | 0   | 0   | 0   | 0   | 0   | 3   | 0   | 0   | 1   | 3   | 1   | 0   | 0   | 2   | 1   | 2   | 3   | 0   | 1   | 1   | 0   | 1   | 1   | 1   | 1   | 26     |
| Doelsaldo na speelronde               | +4 | +6 | +9 | +12 | +14 | +20 | +21 | +21 | +24 | +26 | +28 | +31 | +36 | +37 | +40 | +40 | +44 | +48 | +45 | +48 | +50 | +53 | +53 | +55 | +61 | +64 | +63 | +67 | +70 | +69 | +72 | +71 | +75 | +80 | +80 | +82 | +86 | +86 | +86    |

### Topscorers
| Nr.                           | Naam                          | Goal |
| ----------------------------- | ----------------------------- | ---- |
| 1.                            | Daizen Maeda                  | 16   |
| 2.                            | Adam Idah                     | 13   |
| 2.                            | Nicolas Kühn                  | 13   |
| 3.                            | Kyogo Furuhashi               | 10   |
| 3.                            | Reo Hatate                    | 10   |
| 4.                            | Arne Engels                   | 9    |
| 5.                            | Callum McGregor               | 8    |
| 6.                            | Luke McCowan                  | 6    |
| 7.                            | Hyun-jun Yang                 | 5    |
| 8.                            | Alistair Johnston             | 4    |
| 8.                            | Jota                          | 4    |
| 9.                            | Paulo Bernardo                | 2    |
| 9.                            | Anthony Ralston               | 2    |
| 9.                            | Liam Scales                   | 2    |
| 10.                           | Cameron Carter-Vickers        | 1    |
| 10.                           | James Forrest                 | 1    |
| 10.                           | Johnny Kenny                  | 1    |
| 10.                           | Maik Nawrocki                 | 1    |
| 10.                           | Jeffrey Schlupp               | 1    |
| 10.                           | Auston Trusty                 | 1    |
| Eigen doelpunten tegenstander | Eigen doelpunten tegenstander | 2    |
| Totaal                        | Totaal                        | 112  |

| Nr.                           | Naam                          | Goal |
| ----------------------------- | ----------------------------- | ---- |
| 1.                            | Daizen Maeda                  | 7    |
| 2.                            | Adam Idah                     | 2    |
| 2.                            | Callum McGregor               | 2    |
| 3.                            | Jota                          | 1    |
| 3.                            | Luke McCowan                  | 1    |
| 3.                            | Hyun-jun Yang                 | 1    |
| Eigen doelpunten tegenstander | Eigen doelpunten tegenstander | 1    |
| Totaal                        | Totaal                        | 15   |

| Nr.                           | Naam                          | Goal |
| ----------------------------- | ----------------------------- | ---- |
| 1.                            | Daizen Maeda                  | 6    |
| 2.                            | Nicolas Kühn                  | 5    |
| 3.                            | Adam Idah                     | 2    |
| 4.                            | Paulo Bernardo                | 1    |
| 4.                            | Cameron Carter-Vickers        | 1    |
| 4.                            | Kyogo Furuhashi               | 1    |
| 4.                            | Greg Taylor                   | 1    |
| Eigen doelpunten tegenstander | Eigen doelpunten tegenstander | 0    |
| Totaal                        | Totaal                        | 17   |

| Nr.                           | Naam                          | Goal |
| ----------------------------- | ----------------------------- | ---- |
| 1.                            | Daizen Maeda                  | 4    |
| 2.                            | Adam Idah                     | 3    |
| 2.                            | Nicolas Kühn                  | 3    |
| 3.                            | Arne Engels                   | 1    |
| 3.                            | Kyogo Furuhashi               | 1    |
| 3.                            | Reo Hatate                    | 1    |
| 2.                            | Liam Scales                   | 1    |
| 2.                            | Álex Valle                    | 1    |
| Eigen doelpunten tegenstander | Eigen doelpunten tegenstander | 1    |
| Totaal                        | Totaal                        | 15   |

Gedurende het seizoen verkocht of verhuurd

### Assists
| Nr.    | Naam              | Assist |
| ------ | ----------------- | ------ |
| 1.     | Alistair Johnston | 10     |
| 1.     | Daizen Maeda      | 10     |
| 2.     | Nicolas Kühn      | 9      |
| 3.     | Luke McCowan      | 7      |
| 3.     | Greg Taylor       | 7      |
| 4.     | Arne Engels       | 6      |
| 5.     | James Forrest     | 5      |
| 6.     | Reo Hatate        | 4      |
| 7.     | Paulo Bernardo    | 3      |
| 7.     | Kyogo Furuhashi   | 3      |
| 7.     | Callum McGregor   | 3      |
| 7.     | Anthony Ralston   | 3      |
| 7.     | Liam Scales       | 3      |
| 7.     | Álex Valle        | 3      |
| 8.     | Jota              | 2      |
| 8.     | Hyun-jun Yang     | 2      |
| 9.     | Johnny Kenny      | 1      |
| 9.     | Matt O'Riley      | 1      |
| 9.     | Jeffrey Schlupp   | 1      |
| 9.     | Auston Trusty     | 1      |
| Totaal | Totaal            | 84     |

| Nr.    | Naam              | Assist |
| ------ | ----------------- | ------ |
| 1.     | Reo Hatate        | 3      |
| 2.     | Luke McCowan      | 2      |
| 2.     | Hyun-jun Yang     | 2      |
| 3.     | Paulo Bernardo    | 1      |
| 3.     | Kyogo Furuhashi   | 1      |
| 3.     | Alistair Johnston | 1      |
| 3.     | Nicolas Kühn      | 1      |
| 3.     | Anthony Ralston   | 1      |
| Totaal | Totaal            | 12     |

| Nr.    | Naam              | Assist |
| ------ | ----------------- | ------ |
| 1.     | Arne Engels       | 4      |
| 1.     | Nicolas Kühn      | 4      |
| 2.     | Alistair Johnston | 1      |
| 2.     | Daizen Maeda      | 1      |
| 2.     | Liam Scales       | 1      |
| 2.     | Álex Valle        | 1      |
| Totaal | Totaal            | 12     |

| Nr.    | Naam          | Assist |
| ------ | ------------- | ------ |
| 1.     | Arne Engels   | 3      |
| 2.     | Reo Hatate    | 2      |
| 3.     | James Forrest | 1      |
| 3.     | Adam Idah     | 1      |
| 3.     | Nicolas Kühn  | 1      |
| 3.     | Daizen Maeda  | 1      |
| 3.     | Greg Taylor   | 1      |
| 3.     | Álex Valle    | 1      |
| 3.     | Hyun-jun Yang | 1      |
| Totaal | Totaal        | 12     |

Gedurende het seizoen verkocht of verhuurd